# العلاقات السويسرية الفانواتية
العلاقات السويسرية الفانواتية هي العلاقات الثنائية التي تجمع بين سويسرا وفانواتو.

## مقارنة بين البلدين
هذه مقارنة عامة ومرجعية للدولتين:
| وجه المقارنة                                              | سويسرا                                                                                      | فانواتو                                  |
| --------------------------------------------------------- | ------------------------------------------------------------------------------------------- | ---------------------------------------- |
| المساحة (كم2)                                             | 41.28 ألف                                                                                   | 12.19 ألف                                |
| عدد السكان (نسمة)                                         | 8.21 مليون                                                                                  | 276.24 ألف                               |
| الكثافة السكانية (ن./كم²)                                 | 198.89                                                                                      | 22.66                                    |
| العاصمة                                                   | برن                                                                                         | بورت فيلا                                |
| اللغة الرسمية                                             | اللغة الألمانية، اللغة الإيطالية، لغة فرنسية، اللغة الرومانشية، الألمانية السويسرية الموحدة | اللغة البسلاما، لغة فرنسية، لغة إنجليزية |
| العملة                                                    | فرنك سويسري                                                                                 | فاتو فانواتي                             |
| الناتج المحلي الإجمالي (بليون دولار)                      | 678.89 مليار                                                                                | 862.88 مليون                             |
| الناتج المحلي الإجمالي (تعادل القوة الشرائية) بليون دولار | 518.07 مليار                                                                                | 790.76 مليون                             |
| الناتج المحلي الإجمالي الاسمي للفرد دولار أمريكي          | 80.94 ألف                                                                                   | 2.81 ألف                                 |
| الناتج المحلي الإجمالي للفرد دولار أمريكي                 | 59.54 ألف                                                                                   | 3.03 ألف                                 |
| مؤشر التنمية البشرية                                      | 0.930                                                                                       | 0.594                                    |
| رمز المكالمات الدولي                                      | +41                                                                                         | +678                                     |
| رمز الإنترنت                                              | .ch، .swiss ‏                                                                                | .vu                                      |
| المنطقة الزمنية                                           | توقيت وسط أوروبا، ت ع م+01:00، ت ع م+02:00، أوروبا/زيورخ ‏                                   | ت ع م+11:00                              |

## منظمات دولية مشتركة
يشترك البلدان في عضوية مجموعة من المنظمات الدولية، منها:
| علم المنظمة | اسم المنظمة                        | تاريخ انضمام سويسرا | تاريخ انضمام فانواتو |
| ----------- | ---------------------------------- | ------------------- | -------------------- |
|             | مؤسسة التمويل الدولية              | 29 مايو 1992        | 28 سبتمبر 1981       |
|             | منظمة حظر الأسلحة الكيميائية       | ?                   | ?                    |
|             | يونسكو                             | 28 يناير 1949       | 10 فبراير 1994       |
|             | الاتحاد الدولي للاتصالات           | 1866                | 30 مارس 1988         |
|             | الأمم المتحدة                      | 10 سبتمبر 2002      | 15 سبتمبر 1981       |
|             | البنك الدولي للإنشاء والتعمير      | 29 مايو 1992        | 28 سبتمبر 1981       |
|             | الاتحاد البريدي العالمي            | ?                   | ?                    |
|             | منظمة التجارة العالمية             | ?                   | ?                    |
|             | مؤسسة التنمية الدولية              | 29 مايو 1992        | 28 سبتمبر 1981       |
|             | بنك التنمية الآسيوي                | 1967                | 1981                 |
|             | وكالة ضمان الاستثمار متعدد الأطراف | 12 أبريل 1988       | 27 يوليو 1988        |

## وصلات خارجية
- موقع وزارة الخارجية السويسرية